# Blumenstraße (Berlin-Friedrichshain)
Die Blumenstraße liegt im Ortsteil Friedrichshain des Berliner Bezirks Friedrichshain-Kreuzberg. Bis 1816 hieß sie Lehmgasse. Ursprünglich lag sie zwischen der Alexanderstraße in Mitte und der Andreasstraße. Namensgebend waren die am Straßenlauf gelegenen Gärten des Jean David Bouché (1747–1819). 1872 war die Straße Ausgangspunkt der sogenannten Blumenstraßenkrawalle, eines Mieterprotests, an dem mehrere tausend Anwohner und Polizisten beteiligt waren. Durch die Neubebauung südlich der Karl-Marx-Allee (damals Stalinallee) wurde der Straßenzug der Blumenstraße zwischen Krautstraße und Alexanderstraße bis 1970 überbaut und aufgehoben, die ersetzende Bebauung wurde durch einen rechtwinkligen Straßenverlauf  verbunden, der (vorwiegend im Ortsteil Mitte verlaufend) am 9. August 1963 den Namen Neue Blumenstraße erhielt.

## Lage und Überblick

### Lage und Statistik
Die Blumenstraße liegt zwischen Kraut- und Andreasstraße, sie hat die Straßennummer 44676, eine Länge von 212 Metern und liegt eben. In gesamter Länge gehört sie nach der Gliederung der lebensweltlich orientierten Räume zum Prognoseraum Friedrichshain West, der Bezirksregion Karl-Marx-Allee Süd und dem Planungsraum Andreasviertel. Als Straße im regionalen Bezugssystem wird sie als „sonstige Straßen“ notiert. Die Postleitzahl ist 10243. Es gibt noch die Hausnummern 38 bis 49, die fortlaufend gezählt sind, wie es bei der Bebauung im 18./19. Jahrhundert üblich war. Dabei begann es an der Alexanderstraße mit Hausnummer 1 und weiter rechte (südliche) Seite bis 49 und nach Seitenwechsel auf die Nordseite bis 101 (102) zurück. Diese (Nord-)Grundstücke bis Krautstraße sind mit dem Wohnblock der Karl-Marx-Allee überbaut.

### Veränderung nach 1945
Wegen der Zerstörung des Viertels an und um die Blumenstraße durch Bombenangriffe und 1945 beim Sturm auf Berlin wurde der westliche Teil von Krautstraße bis Hausnummer 1 und 101 an der Alexander- gegenüber der Schicklerstraße (altes Westende) aufgehoben und überbaut. In Richtung West nach Ost besaß sie im Bezirk Mitte bis dahin die Seitenstraßen: Wallnertheaterstraße (südlich), Schillingstraße (nördlich), Ifflandstraße und Grüner (1935–1945 Brauner) Weg (Südseite), Markusstraße (kreuzend). Der weitere Lauf gehörte zum Verwaltungsbezirk Friedrichshain mit der Kreuzung Krautstraße und dem Abschluss an der Andreasstraße.

Karte 4231 aus 1940: Blumenstraße 1940, vergleiche dazu: Kriegsschäden 1945

Nach dem Zweiten Weltkrieg wurde für die Stadtmitte im Osten – für Friedrichshain (Stalinallee) – bei völliger Neugestaltung der Straßenzüge – die neue Berliner Mitte projektiert. Die 1015 Meter lange Blumenstraße verlor 800 m und wurde bis Ende der 1960er Jahre schrittweise aufgehoben. Der neue Straßenzug war eine gerade Fortsetzung in den Bezirk Mitte als Neue Blumenstraße benannt.

### Der alte Verlauf

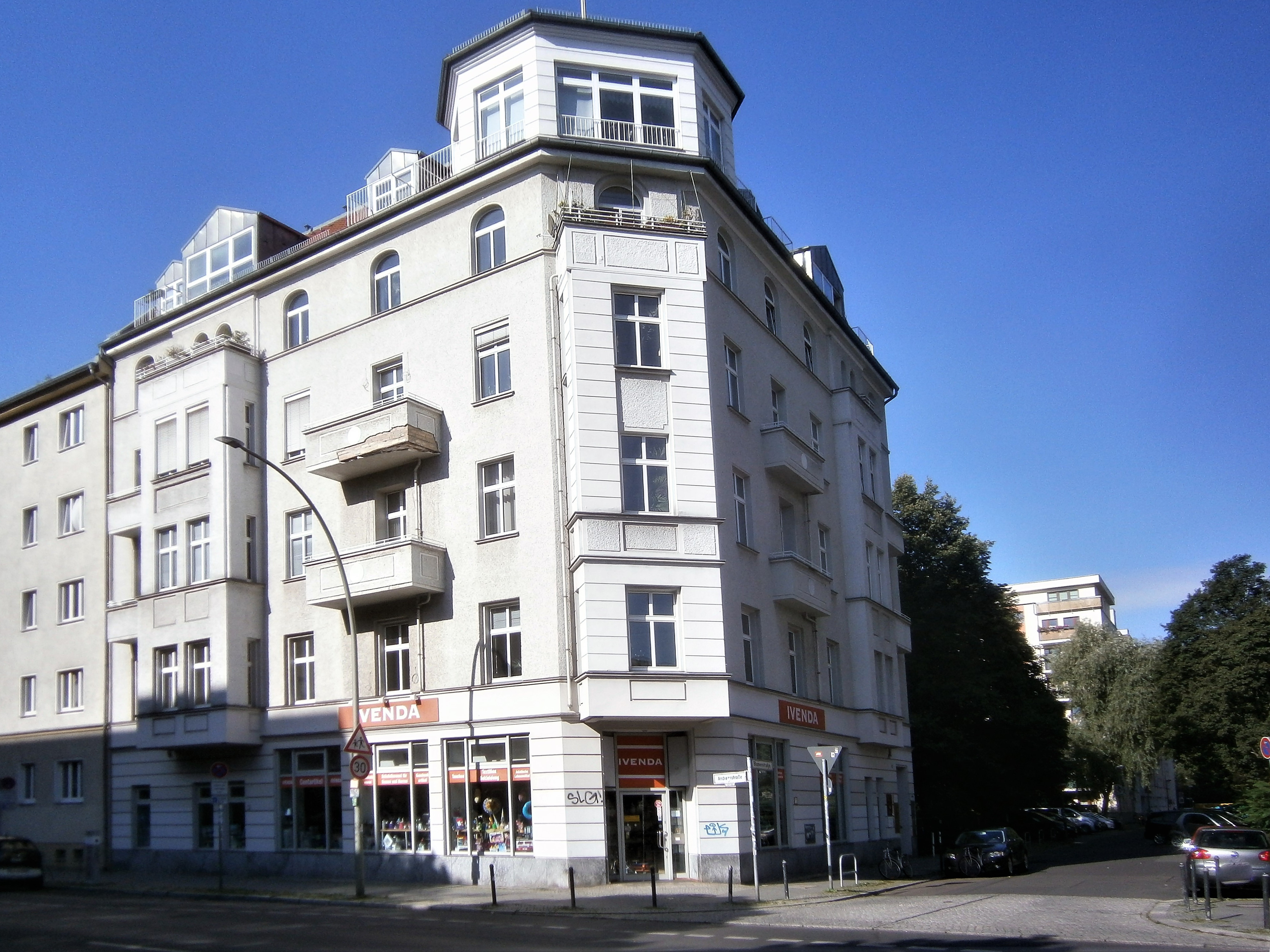
Erhaltenes Eckhaus Blumenstraße 49 (1890er Bau)

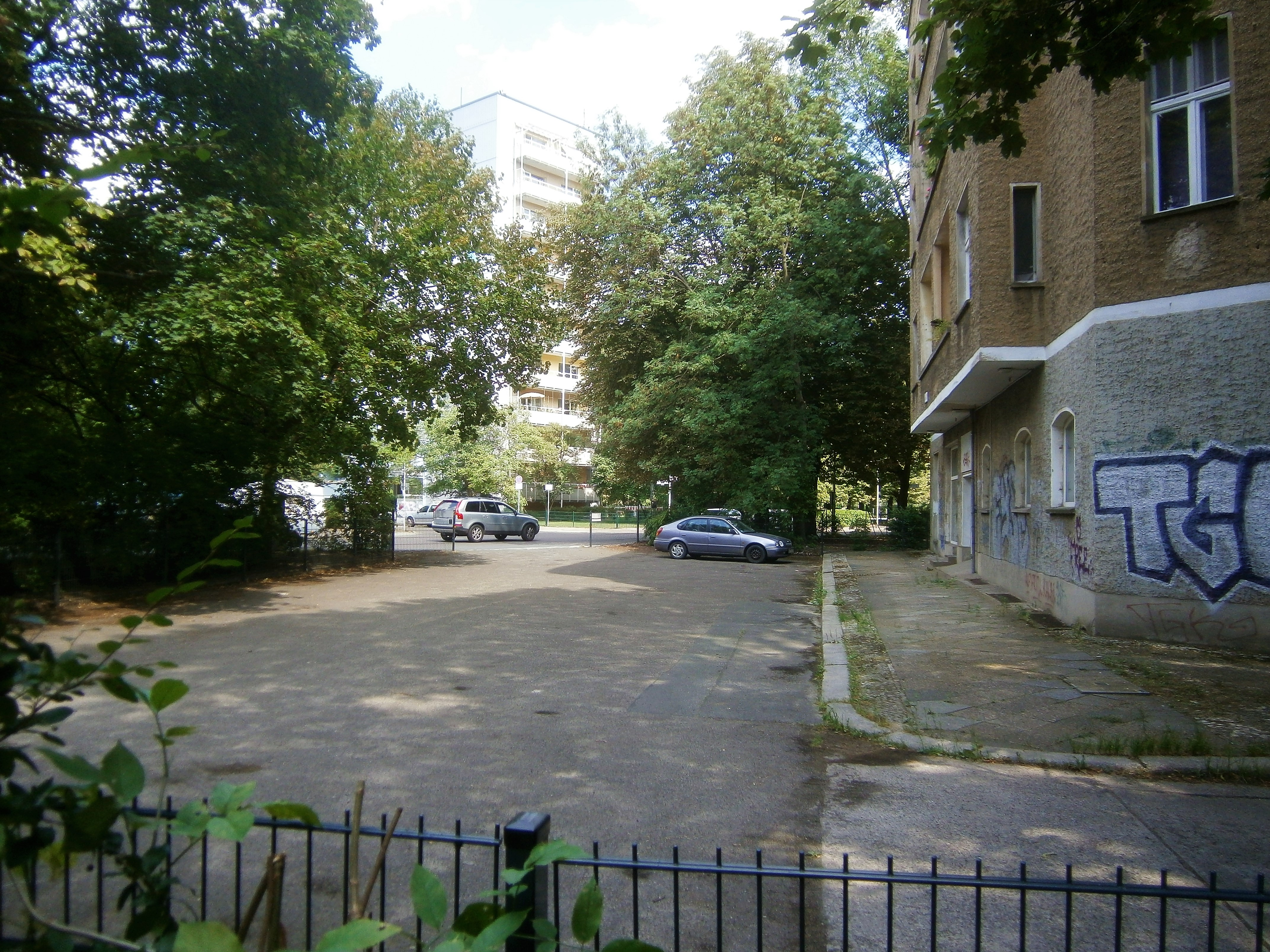
Straßenland Blumenstraße 11: wurde Singerstraße 1

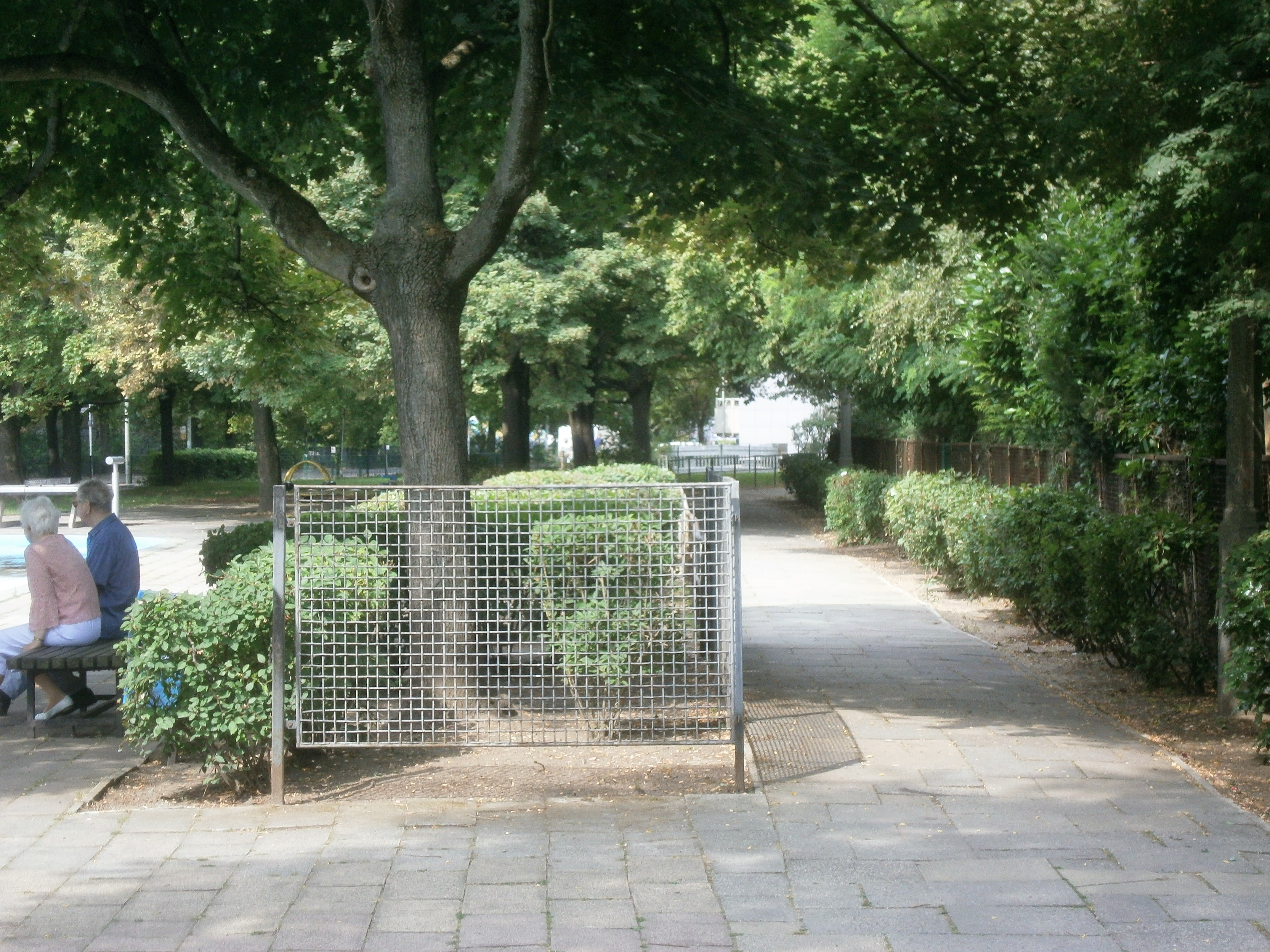
Fußweg an der Plansche Singerstraße zur Neuen Blumenstraße 1

Die (historische) Blumenstraße gehörte zum Stralauer Viertel. Die Grundstücke wurden fortlaufend gezählt, ab Alexanderstraße an der südlichen Straßenseite mit Grundstück 1 beginnend. Sie lag im Polizeirevier 22, organisatorisch gehörten die Grundstücke 1, 2, 4–26 und 59–84 zum Stadtbezirk 103 (Alexanderstraßen-Bezirk), das Haus 3 zu 102 (Holzmarkt-Bezirk), im mittleren Abschnitt lagen 27–34 und 51a–58 im Stadtbezirk 104 (Blumenstraßen-Bezirk) und 34a bis 51 gehörten zu 119 (Nicolaus-Hospital-Bezirk). Den Kirchengemeinden waren die südlichen Häuser 1–14a Kirchspiel Ⅰ (St. Andreas-Kirche, Stralauer Platz) zugeordnet, die östlichen Wohnhäuser dem Kirchspiel XVI (St. Marcus-Kirche, Weberstraße 54/55) und die nördlichen Häuser 76–84 Kirchspiel VIII (St. Jacobi-Kirche, Oranienstraße 133). 1850 ist die Blumenstraße mit den 109 Grundstücken (große waren geteilt, einige zusammengefasst) weitestgehend bebaut: es sind 23 Mietshäuser mit mehr als 10 Mietern, 23 vom Eigentümer bewohnte Häuser verzeichnet und als Baustelle sind Nummer 1, 7/8, 25, 33, 41, 43–45, 49, 51, 52, 55/56 verzeichnet. 20 Jahre später kommt die Wallnertheaterstraße zwischen 1 und 3 hinzu, Grundstück 2 für den Durchbruch, die Rosengasse hieß Markusstraße. Grundstück 40/41 wurde zu Andreasstraße 48 und Straßenland. Grundstücke sind neu bebaut: 9 und 9a sind 1870 im Umbau, 49 ist noch und 11 und 79 wurden Baustelle. In 42 Häusern wohnen nun mehr als 10 Mieter (Dienstboten, Gehülfen und Hausdiener sind im Adressbuch nicht erfasst). Anmerkung: die östlichsten Grundstücke 40 und 41 (schon an der Lehmgasse) befanden sich am Durchgang zur Großen Frankfurter Straße. Sie wurden um 1860 aufgehoben, um beim Ausbau der Andreasstraße vom Andreasplatz zur Großen Frankfurter Straße eine Nord-Süd-Verbindung durchzuführen.
Im Jahr 1913 (Beschlussfassung 1912) wurden die Grundstücke der Blumenstraße neu geordnet, das Haus 1 lag weiterhin an der Alexanderstraße, aber die Zählung endete gegenüber mit Grundstück 102 (vorher 84), das zu Alexanderstraße 24 gehört. Geteilte Grundstücke (wie 51, 51a, 51b, 51c) wurden nun durchgezählt. Auffällig ist zu diesem Zeitpunkt eine hohe Zahl Mietshäuser im Eigentum der Erben oder von Rentiers. Das Adressbuch 1912 (mit dem Stand des Jahres 1911) zeigt noch das nördliche Eckgrundstück Alexanderstraße als 84 an, an der Andreasstraße wechselte die Zählung von 39 auf 42 zur Nordseite rücklaufend.
Die bei den Zerstörungen im Krieg teilweise erhaltenen Wohnhäuser Blumenstraße 22–26 (südlich) und 77–79 (nördlich) und einige weitere noch bewohnbare Ruinenhäuser wurden letztlich bis 1970 für Neubauten beräumt. Erhalten geblieben sind knapp 40 Meter der alten Blumenstraße vor dem Wohnhaus Singerstraße 1. Dieses Wohnhaus besaß die Adresse Blumenstraße 11 und überstand Ruinenberämungen und Neubebauungen. Das Reststück befindet sich gegenüber der Mündung der Neuen Blumenstraße auf die Singerstraße, 30 Meter zur Straßenecke mit Grüner Weg (seit 1947 Singerstraße) und Ifflandstraße, die Wohnhäuser 12 und 13 zur Straßenecke waren Kriegsruinen. Dieser in Straßenland und Gebäude erhaltene Rest wurde mit Umadressierung in die Singerstraße einbezogen. Tatsächlich in der Bausubstanz von 1890 blieb das südliche Eckhaus Nummer 49 an der Andreasstraße erhalten. Es ist ausgebaut und saniert worden. Anzumerken ist, dass der gegenüberliegende „Stalinallee-Bau“ (Andreasstraße 46) 1953 einer der ersten Wohnbauten der Stalinallee-Süd war. Der Lauf der Blumenstraße wird an der „Plansche Singerstraße“ sichtbar markiert. Die Plansche in Trapezform liegt der Singerstraße an und ist nördlich abgeschrägt. Der Gehweg in der Baumreihe am Nordrand der Plansche (am Südrand vom vormaligen Kinderkrippen-Grundstück Neue Blumenstraße 5) liegt im Blumenstraßen-Lauf, damals standen hier die Mietshäuser 15–18 sowie 86–82 nahe der einmündenden Marsiliusstraße.

## Geschichte
„Schon seit Mitte des 18. Jahrhunderts lagen unweit der Jannowitzbrücke, an der Nordseite der Holzmarktstraße, mehrere große Gärten. [… Sie] verwandelten sich in eine Vielzahl kleiner, sehr beliebter Kaffeerestaurants. Bei dem Wachstum Berlins wurden diese Gärten bald von Straßen durchschnitten, und eine dieser Straßen ist die Blumenstraße. Diesen Namen führte sie jedoch erst als sie „avanciert“ war. Durch königliche Kabinettsorder vom 17. August 1816 wurde ihr, die früher viel prosaischer „Lehmgasse“ hieß, auf Antrag der Bewohner der Name „Blumenstraße“ verliehen. […] Sie hat diese Beförderung der schon 1799 erwähnten, hier ansässigen Gärtnerfamilie Bouché zu verdanken, deren berühmten Blumengarten sogar das vornehmere Berlin besuchte, um hier auch im Winter in den Gewächshäusern unter grünenden und blühenden Pflanzen Kaffee zu trinken.“ (Regina Mangold: )

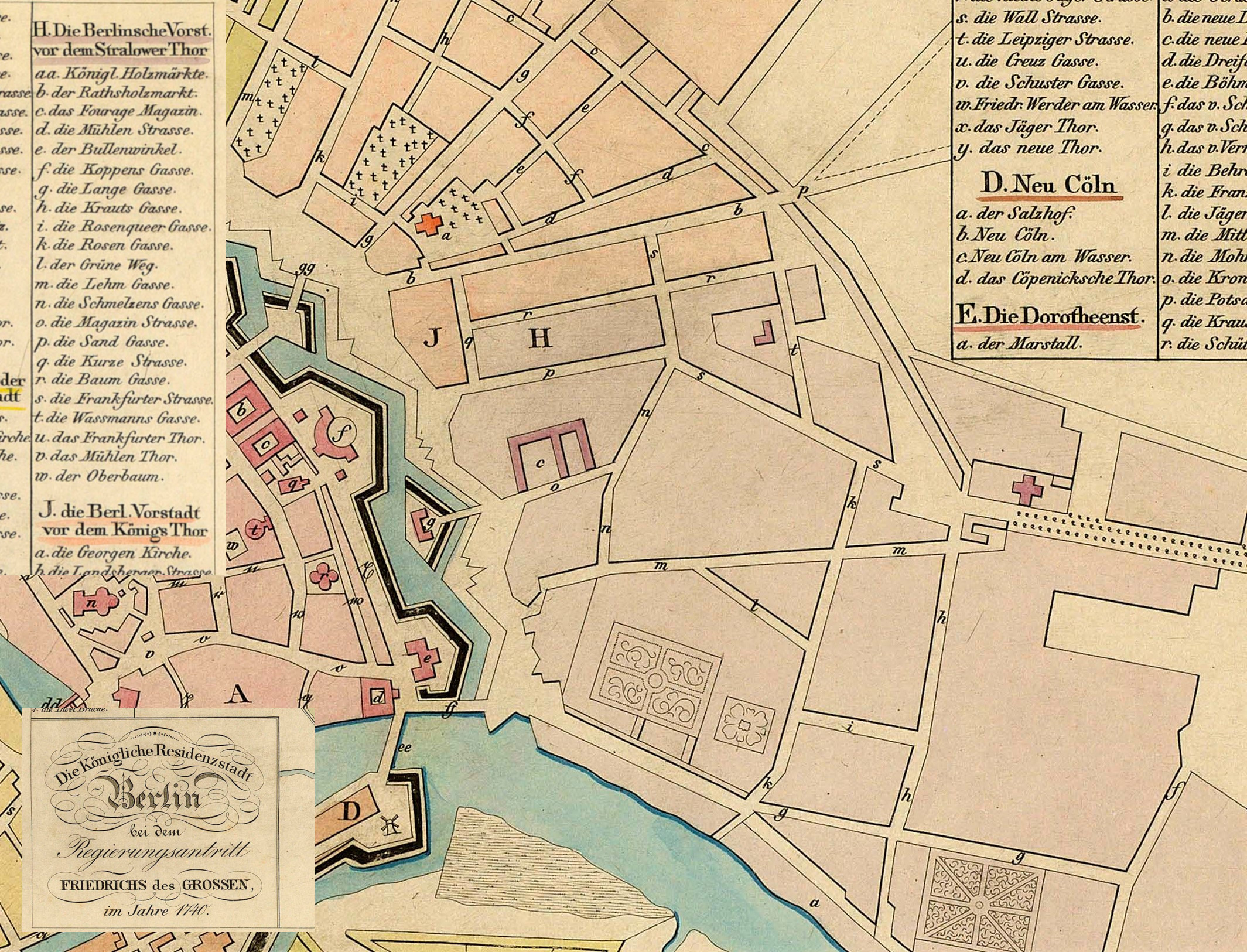
Lehmgasse (m) in der Stralauer Vorstadt 1740

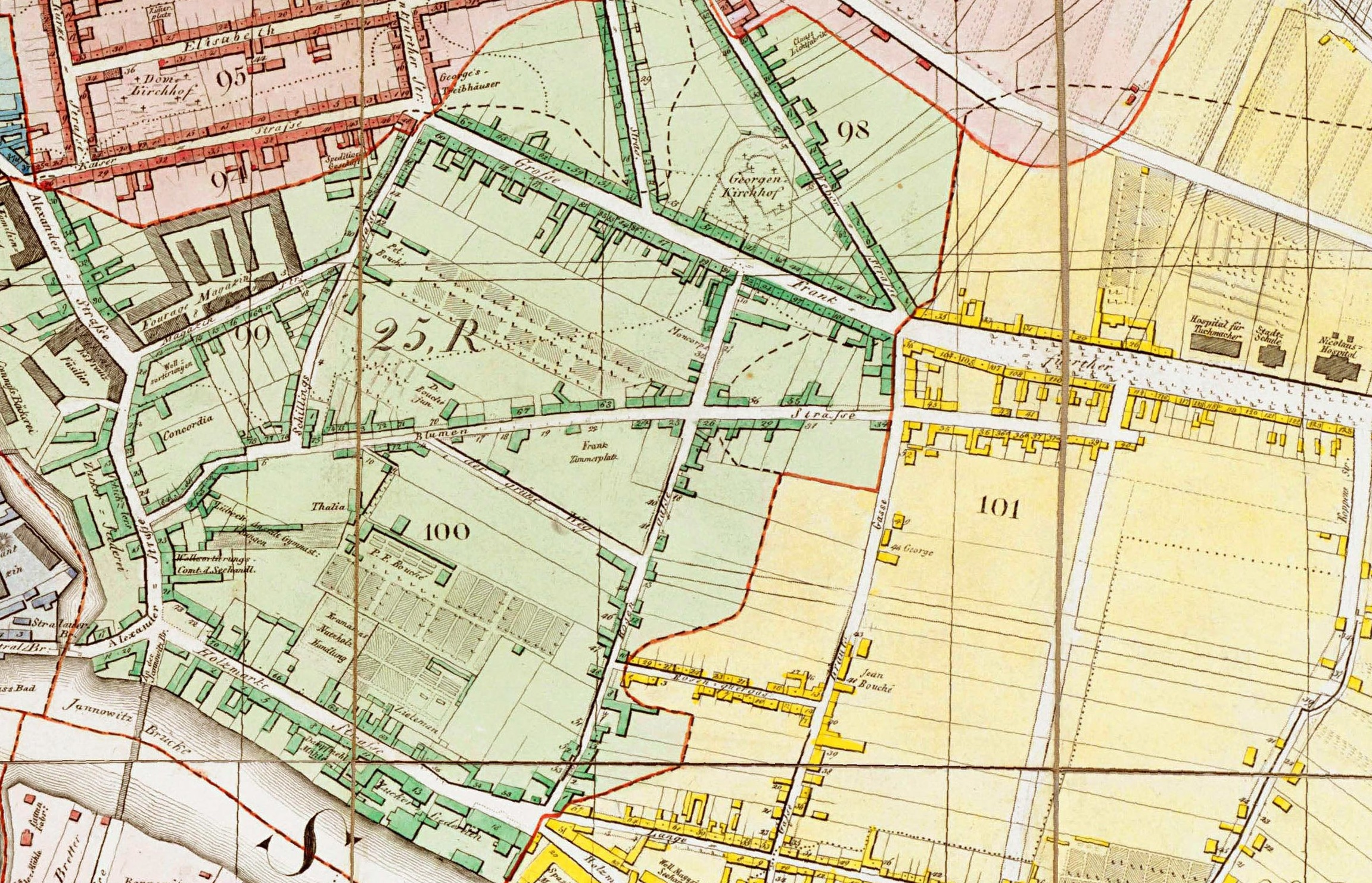
Blumenstraße auf Karte 1846

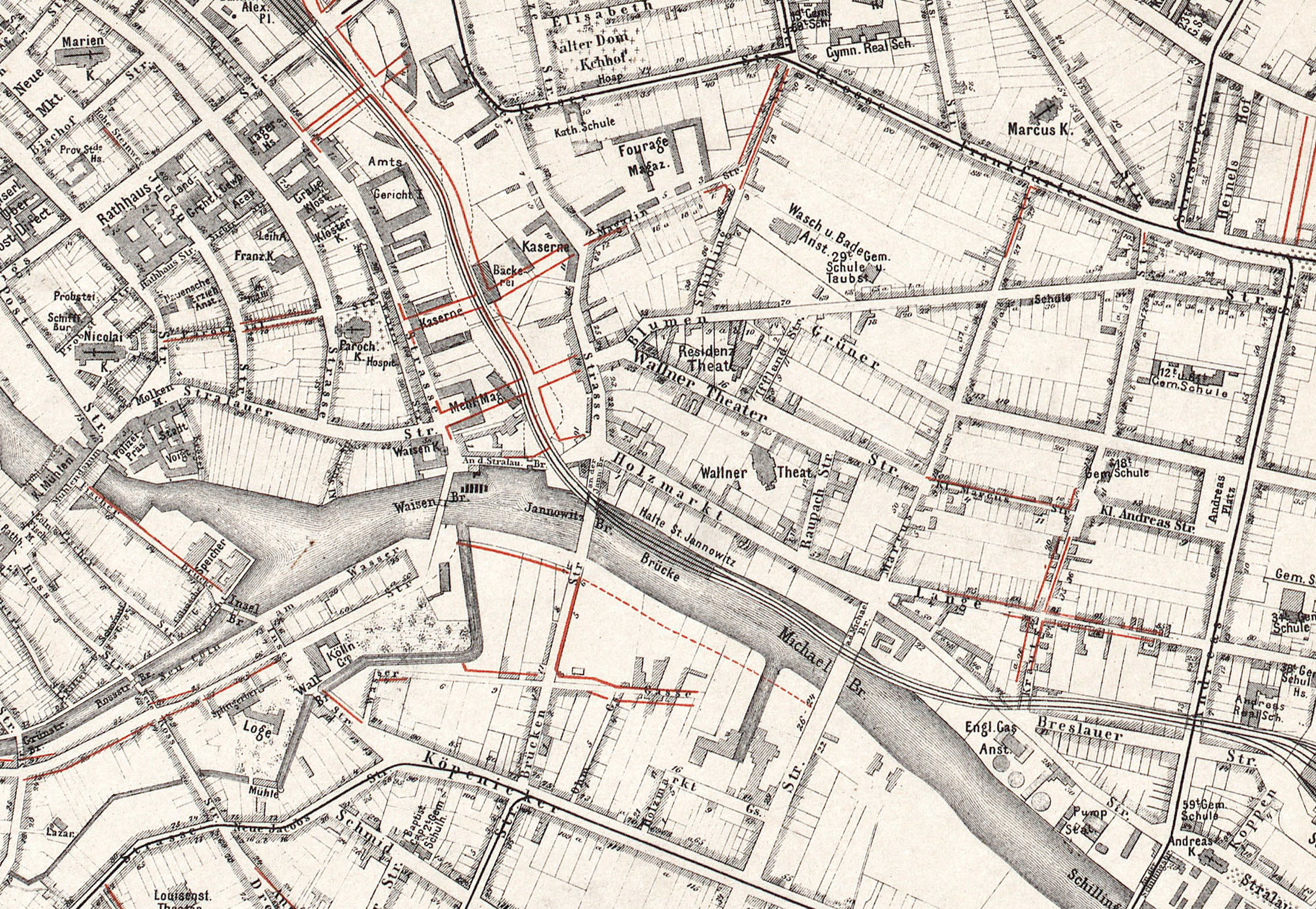
Blumenstraße auf Sineck-Plan 1882

Die Lehmgasse wurde mit dem Zuzug der Hugenotten als Straßenzug genutzt, vor den Toren der Stadt war sie wohl schon vorher als Weg an die Frankfurter Chaussee oder in die Gärten und Felder angelegt. Im Verzeichnis von 1801 (Neue anschauliche Tabellen von der gesamten Residenz-Stadt Berlin, oder Nachweisung aller Eigenthümer) ist die Lehm-Gasse mit einer Länge von 350 Ruthen oder 1750 Schritt aufgeführt. Das Grundstück 70 gegenüber von Der Grüne Weg gehörte dem Gärtner Paul Bouché: die Auffahrt, und Seitenfront vom Gewächshaus, nebst Gartenzaun zu Nr. 67. Das Verzeichnis von 1844 zeigt erstmals die Lage nach Straßen und deren Bewohner.
Eine Zwangsräumung am 25. Juli 1872 im Hause Nr. 51c führte zu den als Blumenstraßenkrawalle oder Aufstand in der Blumenstraße bekannt gewordenen Mieterprotesten. Anlass der Unruhen war es, dass sich wegen der Wohnsitzlosigkeit ihrer Angehörigen zwei Familienväter am 2. April 1872 das Leben nahmen.
Im Januar 1919 kam es in Berlin der Novemberrevolution nachfolgend zum spontanen Spartakusaufstand. Mit dem Generalstreik kam es in den Arbeiterbezirken, so auch um die Große Frankfurter Straße und im Stralauer / Andreasviertel, zu Straßenkämpfen mit Barrikaden. Der Polizeichef Noske ließ schwere Waffen gegen die Aufständischen einsetzen, wobei Wohnhäuser zerstört wurden. In der Blumenstraße wurde das Haus 68 (Nordosteckhaus Marsiliusstraße) dabei schwer beschädigt.

## Bewohner und Grundstücke
- Auf Einladung des Großen Kurfürst kamen französische Protestanten, die „Réfugiés“, nach Preußen.[41] Das unwirtliche Gelände des Stralauer Viertels mit Wiesen und hohem Grundwasserstand wurde als (preiswertes) Siedlungsgebiet gewählt, so kamen auch die Bouché an die Lehmgasse. Gern gesehen wurden die nahezu 5000 Neubürger von den 20.000 Berlinern nicht. Schon damals gab es Ängste vor einer Überfremdung durch die Paddenfresser (Froschfresser).[41]  1803 lebten 47 Gärtnerfamilien in der Köpenicker und der Stralauer Vorstadt.[42] 1704 hatte der Hugenotte David Bouché für 1200 Taler ein vier Morgen großes Grundstück an der Lehmgasse gekauft.
- An der Blumenstraße 9 lag das Residenz-Theater (vorher Concordia und Nowack-Theater)
- An der Blumenstraße 9b (ursprünglich Lehmgasse 9) lag das Bürgertheater „Thalia“, später Wallner-Theater, die sogenannte Grüne Neune.
- Im Haus Blumenstraße 10 befand sich das Kino „Residenz-Lichtspiele“, ab 1931 Resi-Tonfilmbühne,[43] Eingerichtet wurde es in den ehemaligen Prachtsälen „Alt-Berlin“. Es wurde 1943 bei Luftangriffen zerstört.
- Im Haus Blumenstraße 10 befand sich von 1908 bis 1939 auch das „Resi-Casino“ von Paul Baatz.[44] Der Name bezog sich jeweils auf das Residenz-Theater. Blumenstraße 9 und 10 lagen nach heutiger Adresse westlich von Singerstraße 1 und vor Ifflandstraße 2, 3. Der Resi-Palast bot 1000 Besuchern Platz und der Boden des Tanzsaals bestand aus reflektierendem Glas, zudem gab es vier Bars und eine Rohrpost mit 135 Aufgabestellen. Es gab 200 Tischtelefone und die Beleuchtung Ende der 1920er Jahre verfügte über 86.000 Glühlampen. Aufgelebt hat dieses Etablissement nach 1945 in Charlottenburg, intensiv genutzt von den US-Soldaten der Berliner Garnison.
- In der Straße wohnte unter anderem Alfred Döblin.[45] Als der Vater Döblins die Familie verlassen hatte, zieht die Mutter im Oktober 1877 in die Blumenstraße und Döblin kommt in die 3. Klasse der 49. Gemeindeschule (Blumenstraße 63a im Hinterfeld).[46] Die Mutter bezieht ihr Einkommen durch Reinigungsarbeiten und Untervermietung. 1897 zieht der Vater vorübergehend wieder zur Familie, die nun Grüner Weg 108 wohnt.
- Heinrich Zille erhielt in der Blumenstraße seinen ersten Zeichenunterricht, als die Familie in der Kleinen Andreasstraße wohnte.
- Im Haus Nr. 43 wurde am 21. März 1863 der Berliner Komponist Hugo Kaun, nach dem die Kaunstraße[47] benannt ist, geboren.[48] Kauns Vater, Inhaber eines Webergeschäftes, war 1863 Mieter im Haus Blumenstraße 34a und ab 1864 in Blumenstraße 34.
- Im Erdgeschoss des fünfgeschossigen Wohnhauses Blumenstraße 69 (Nordwesteckhaus Marsiliusstraße) mit Eingang II in der Marseliusstraße befand sich eine Besohl-Anstalt und ein Metallwarengeschäft.[49] Das bei den Luftangriffen auf Berlin kriegsbeschädigte Haus wurde nach dem Zweiten Weltkrieg abgerissen.[50] Das Nachbarhaus Blumenstraße 70 ist mit neun Aufgängen im Adresbuchverzeichnet.

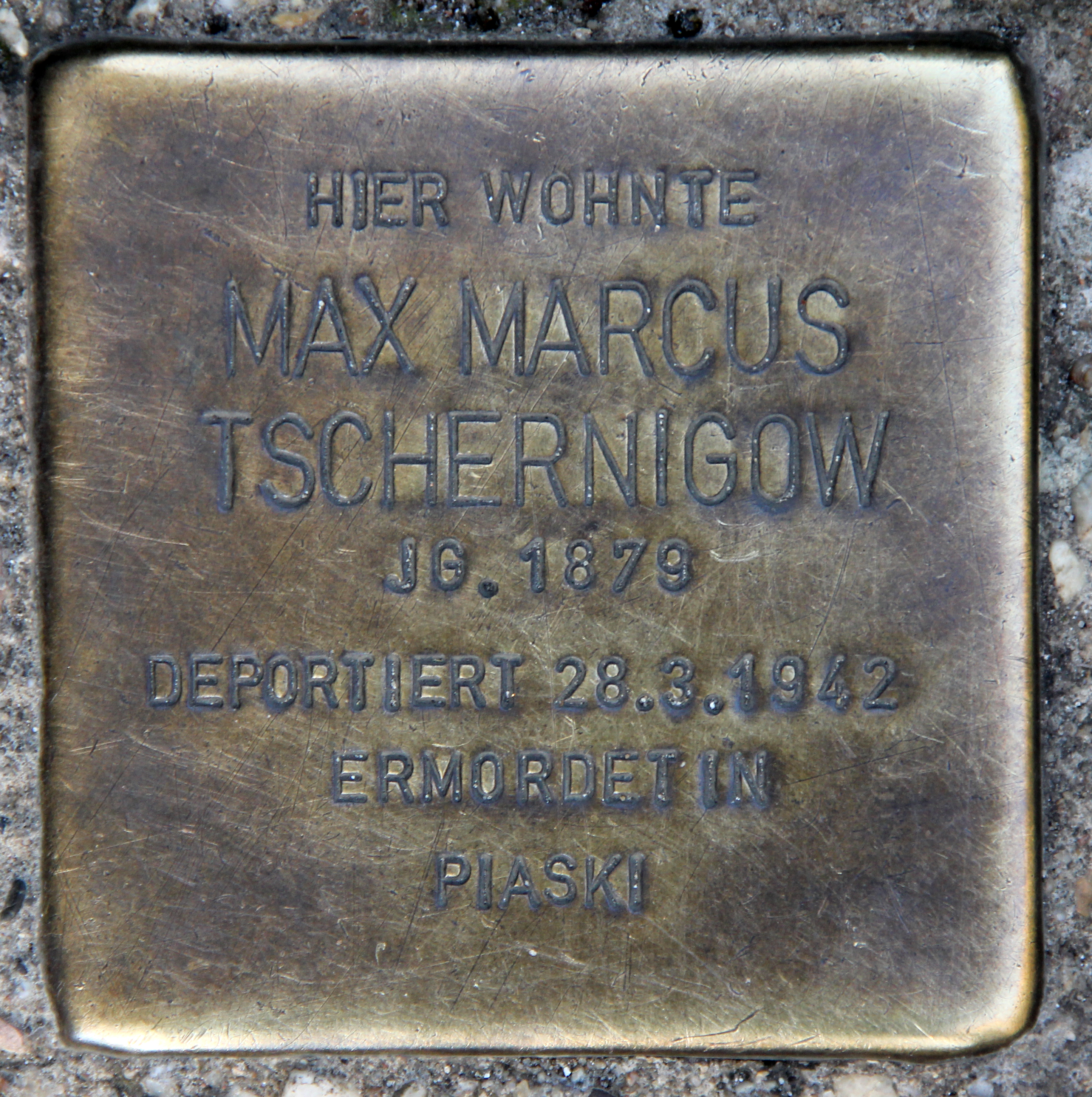
Stolperstein Blumenstraße 49

- Im Buch der Erinnerungen[51] sind folgende Deportationen 1943–1945 aus der Blumenstraße aufgeführt. Haus 13: Herta Dobrin (geb. Rosenthal, 26. Juli 1903), Fritz Julius Dobrin (26. Juni 1907). Haus 25: Walter Michelsohn (23. Dezember 1910 * LL: 17. Juli 1943 in Riga), Hildegard Michelsohn (geb. Schirn, 27. Juni 1909). Haus 41: Johanna Boetzel (geb. Peritz, 4. Dezember 1884) Martin Boetzel (14. Mai 1880). Haus 80: Regina Bass (geb. Prager, 1. Mai 1878). Haus 74: Selma Bock (geb. Rosenthal, 28. September 1891), James-Hugo Bock (9. Mai 1926). Haus 94: Eva Jaeckel (geb. Lippmann, 28. Juli 1885), Alfred Jaeckel (23. September 1880). Haus 98: Jachet-Chaja Heller (geb. Steiner, 28. Dezember 1888), Erna Heller (16. März 1906), Josef-Gerhard Heymann (25. Dezember 1897, am 16. August 1944 von Stuttenhof nach Buchenwald).
- Stolpersteine für deportierte Juden liegen an der Blumenstraße 49 für Max Marcus Tschernigow (7. Dezember 1879 in Rathenow, Deportation ab Berlin am 28. März 1942 in das Ghetto Piaski).[52]
- In den 1990er Jahren wurde die Baufläche der Ecke Blumen- / Krautstraße neu gestaltet (Blumenstraße 44, Krautstraße 52: 1,12 ha).[53] Die Bebauung der Grundstücke Blumenstraße 38–41 wurde 1995–1997 als „Wohnanlage Kraut- und Blumenstraße“ an der bestehenden Straßenfront durch Neubau ausgeführt.[54] Entlang der Krautstraße wurde Bausubstanz für die Wohnanlage mit dem Blockteil 51–53 ersetzt. Die südöstliche Ecke Kraut-/ Blumenstraße wurde als Sozialer Wohnungsbau mit 150 Wohnungseinheiten, eine Gewerbeeinheit und 77 Plätzen Tiefgarage in sechs Geschossen für 25 Millionen Euro neu bebaut („moderne Interpretation einer Berliner Lochfassade“).[55] Ab 2015 wurde diese Wohnanlage von der Gewobag übernommen.[56] Der Neubau erforderte den Ersatz der sechs Einzelbauten aus den 1950er Jahren entlang der 110 Meter Straßenfront.
- Die in der Tiefe von Krautstraße 52 entlang der Schulgrenze (Blumenschule) stehenden Gebäude waren in der Bausubstanz zwischen 1900 und 1918 geschaffen und erhalten. Diese Industriealtbauten wurden um 2000 bis 2010 saniert und zu Wohngebäuden als Blumenstraße 42–46 umgebaut. Teilweise wurden aus Gewerbebauten dabei Wohnräume und Lofts geschaffen. Das Gebäude (Krautstraße) 51a stammt aus den 1970er Jahren. Die beiden Wohnhäuser Blumenstraße 47/47a wurden Mitte der 25010er Jahre neu aufgebaut. So erhielt der Spielplatz Blumenstraße 45 eine neue Lage auf der Grundfläche nördlich der Blumen-Schule und belegt damit das Grundstück Blumenstraße 48 und wird von der Kita „Blumenkinder“ (hinter Andreasstraße 49) genutzt.

## Gebäude der Blumenstraße

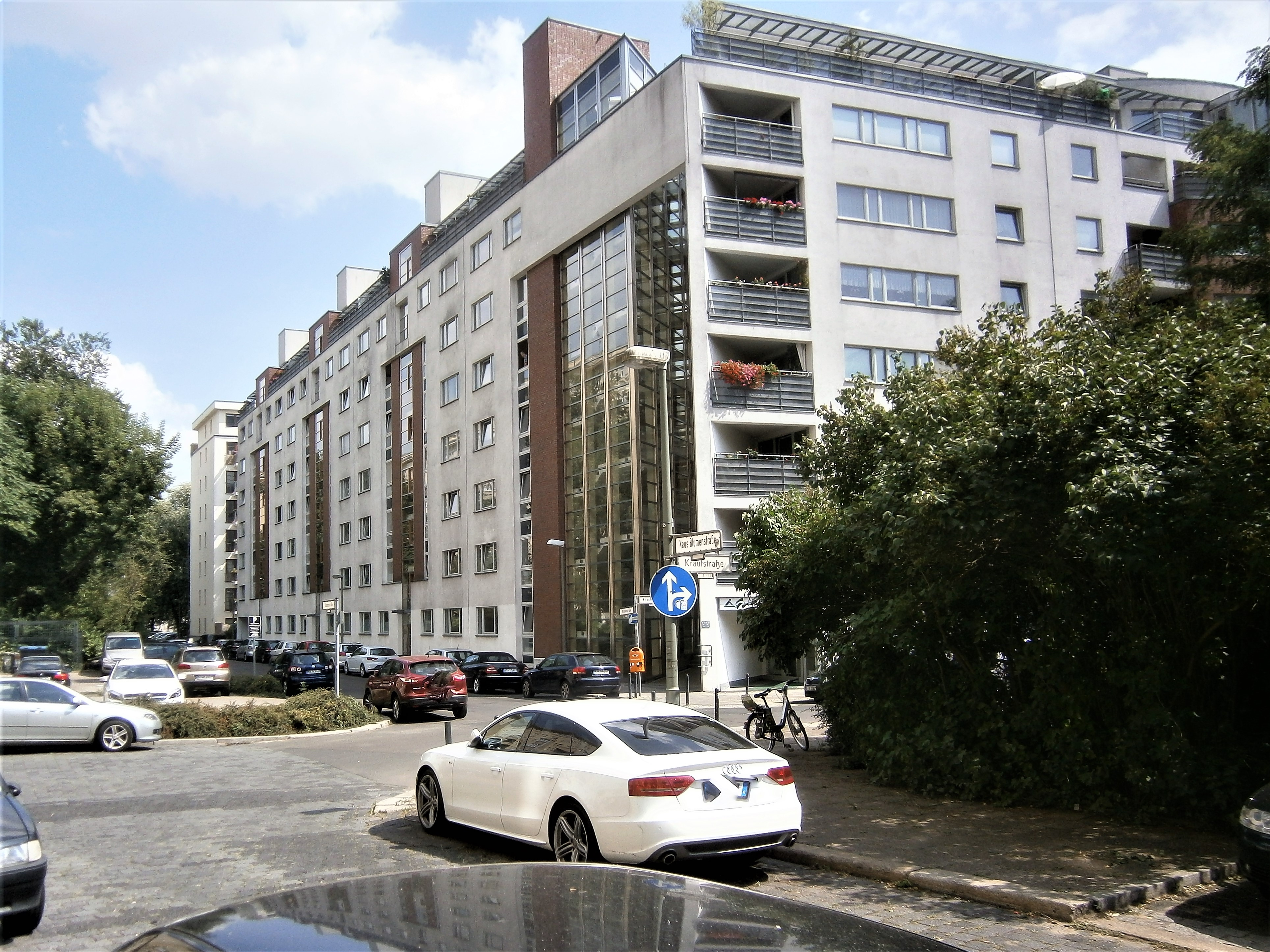
Blick von der Neuen Blumenstraße auf 38–41
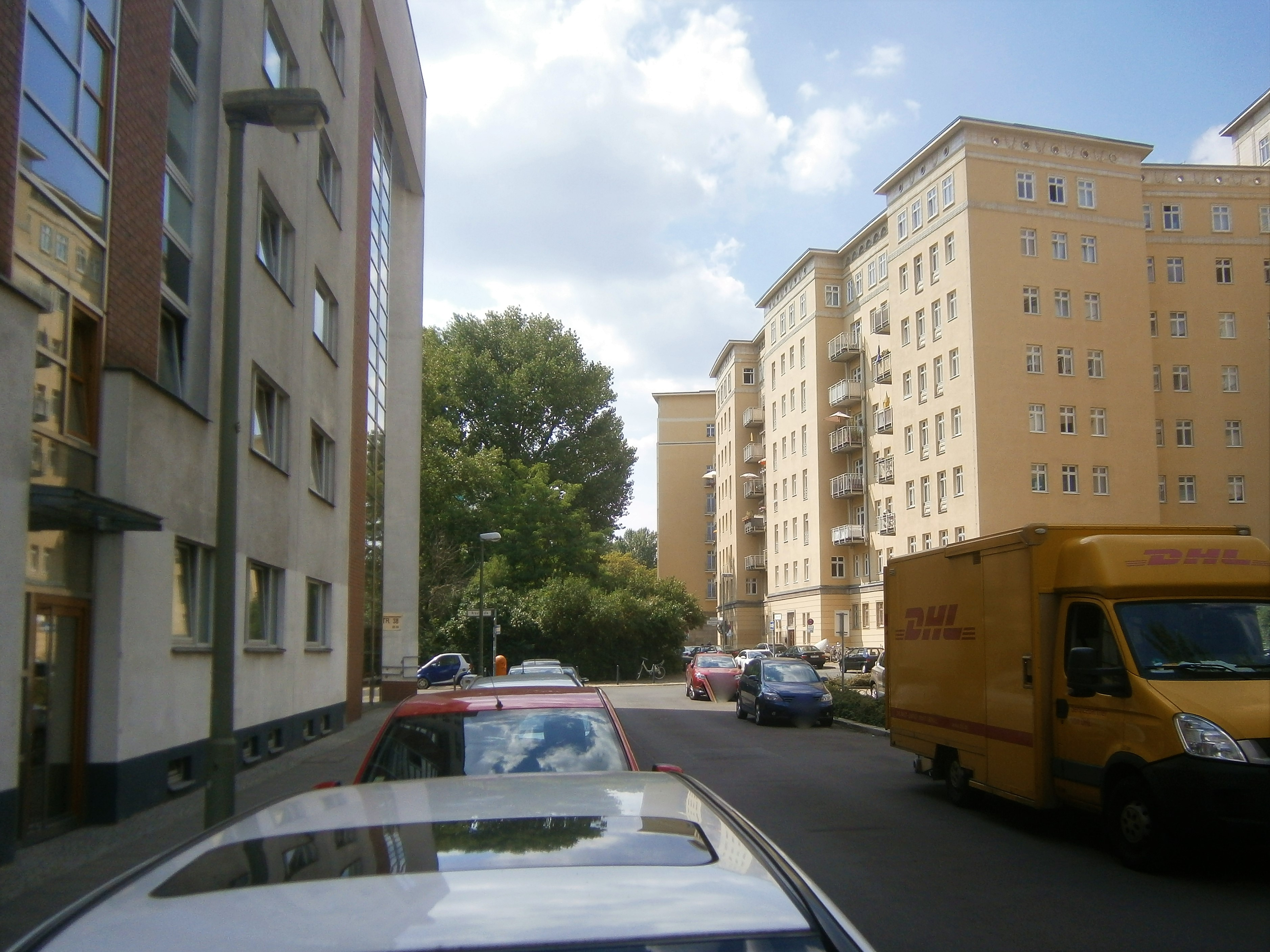
Blick zur Neuen Blumenstraße (Häuser Strausberger Platz)
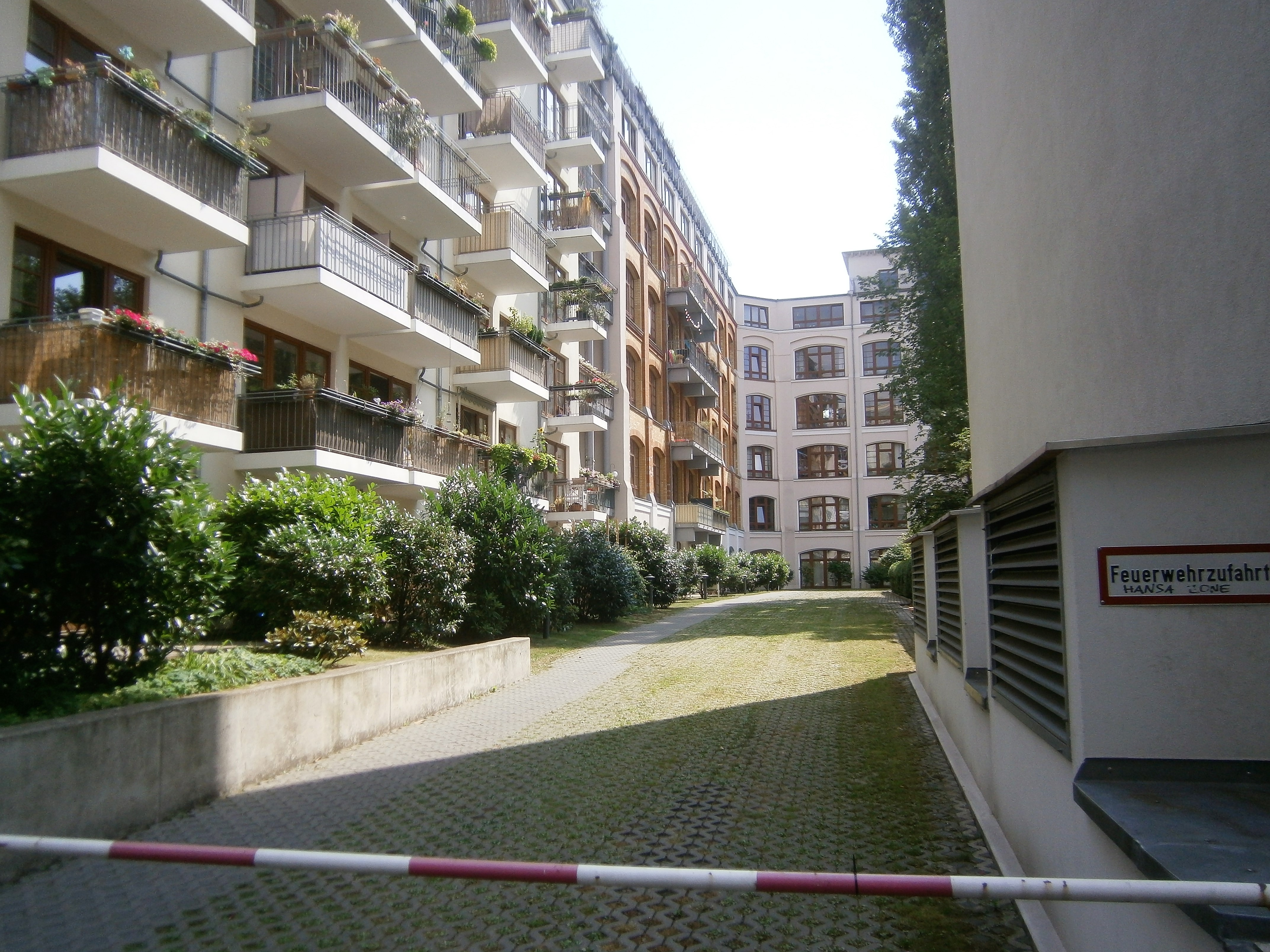
Industriealtbauten zu Wohnhäusern 42–46
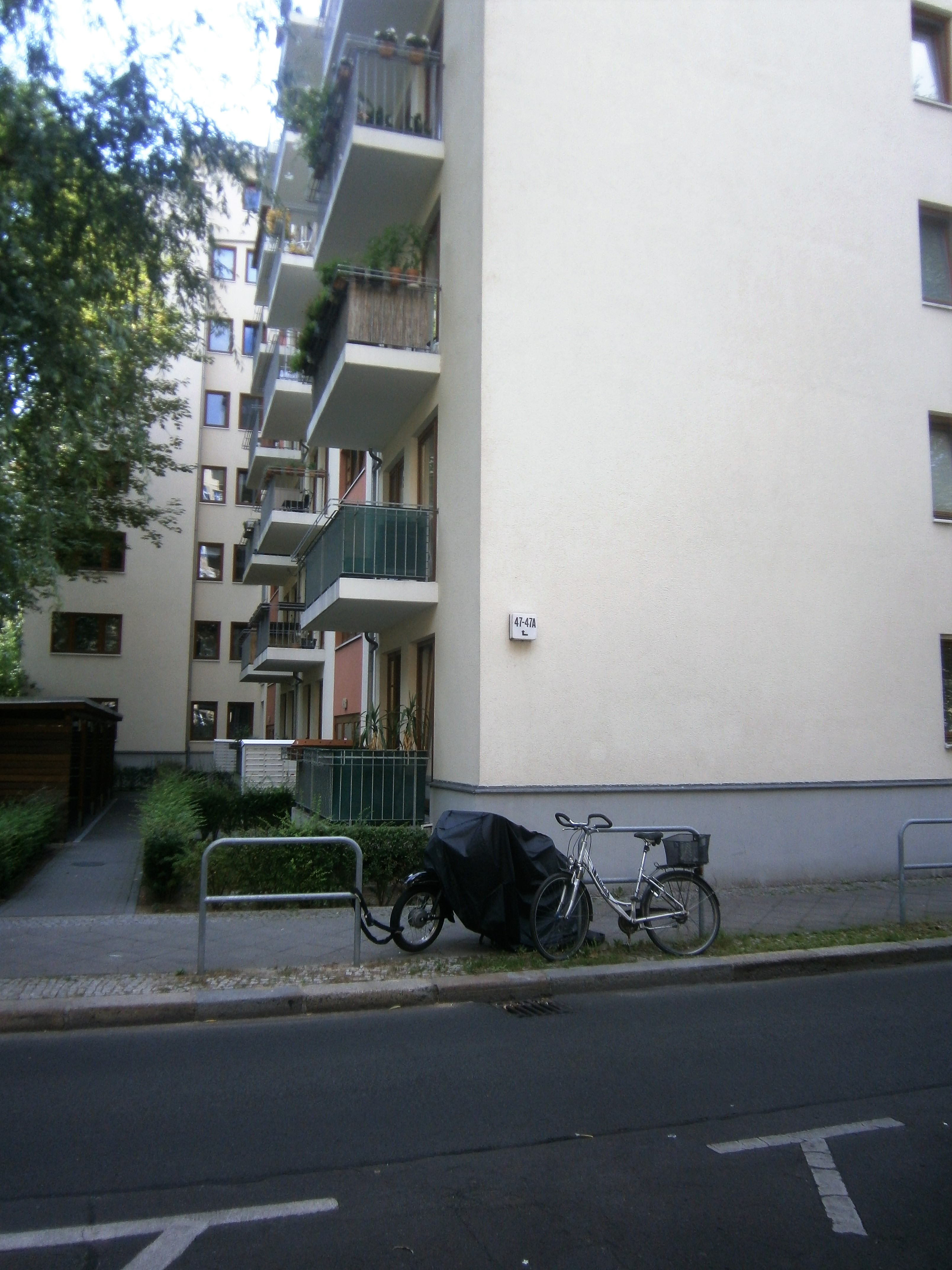
Wohnhaus 47 und 47a
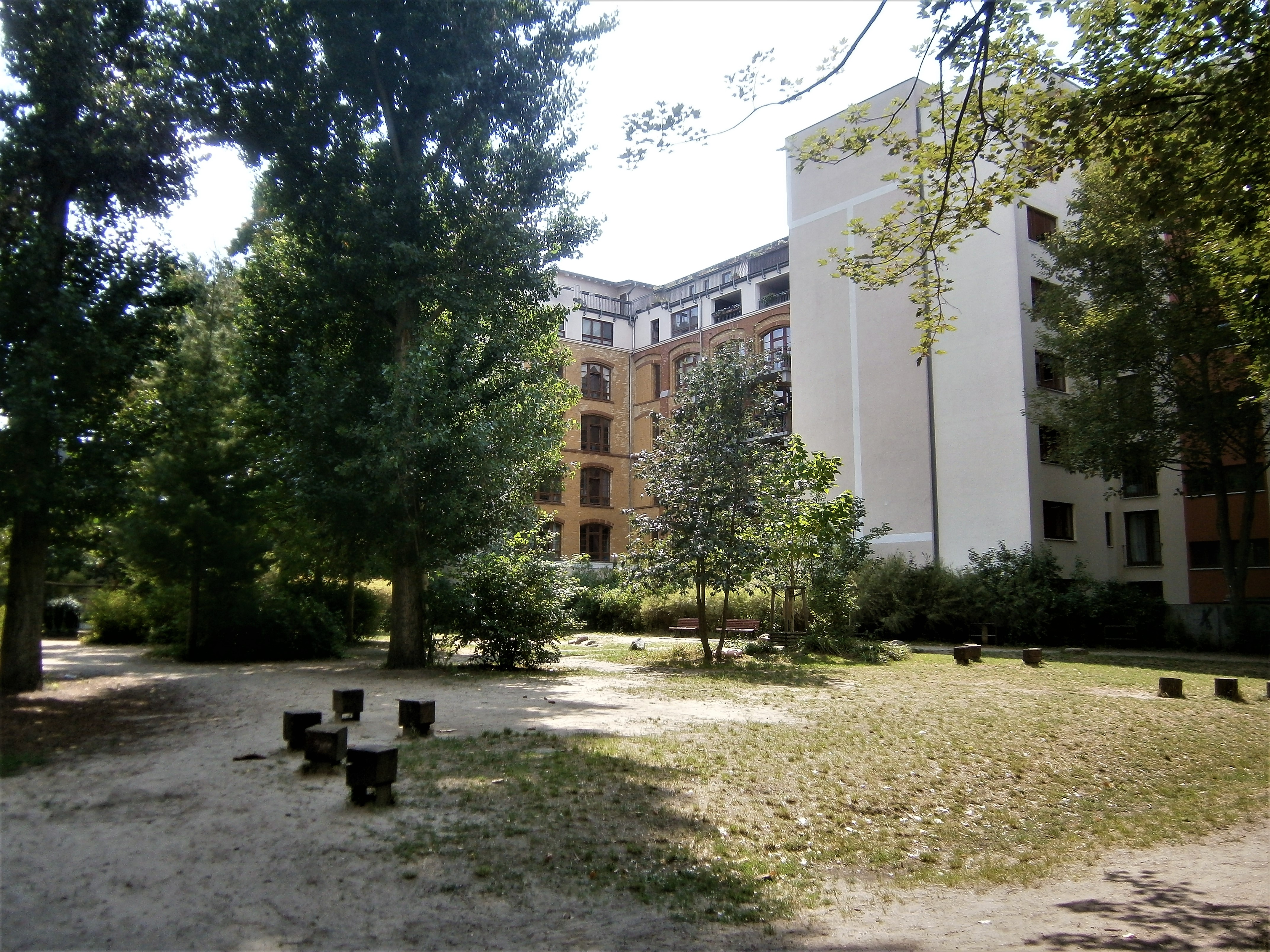
Grünfläche und Spielplatz auf Grundst´ück 48
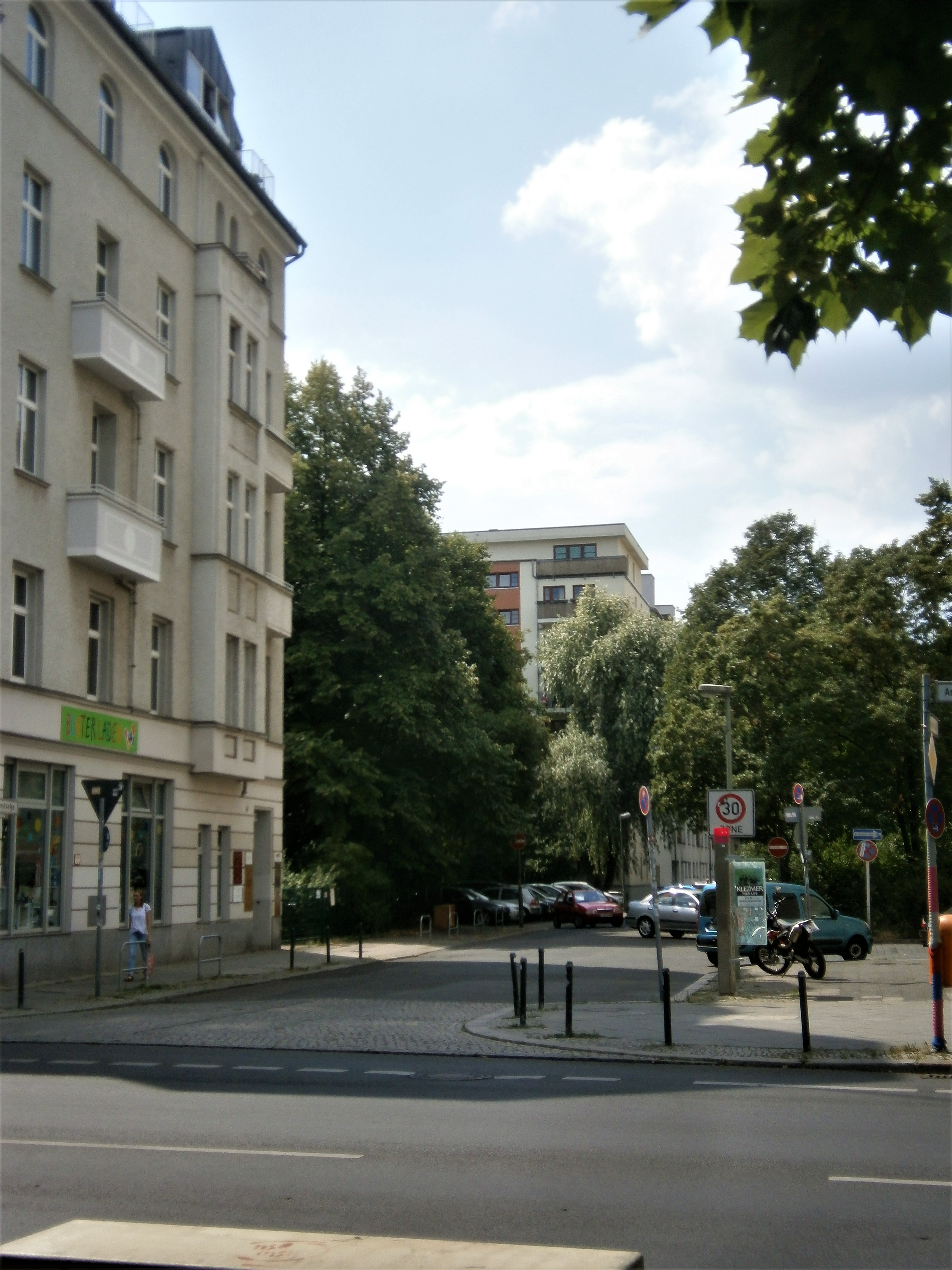
Blumenstraße von Ost

## Neue Blumenstraße

### Lage
Im Bezirk Mitte wurde im Zuge der Planungen im östlichen Zentrum eine geänderte Straßenführung – als Neue Blumenstraße – geschaffen. Der Name Blumenstraße war mit den revolutionären Traditionen der Arbeiterbewegung verbunden und sollte in der veränderten Straßenführung erhalten bleiben. Es wurde ein rechtwinkliger Straßenzug angelegt, der diesen Namensbezug mit dem Vorsatz „Neue“ an das östliche Stück Blumenstraße ab Krautstraße nahezu geradlinig ergänzte, (Ost), parallel zur Stalinallee (513 m) gelegt. Ein nach Süden knickender Straßenast (240 m) wurde als Endpunkt zur (ausgesetzten) Blumenstraße Ecke Ifflandstraße und Grüner Weg (ab 1947 Singerstraße) gezogen. Letztlich wurde der Straßenzug beim Aufbau südlich der Stalinallee zwischen 1958 und 1963 neu bebaut. Die Verbindung über Jacobystraße an die Schillingstraße erhielt den gleichen Namen, dies ist mit der Nähe der dominierenden Stalinallee-Bebauung ein Fußweg südlich vom (ehemaligen) Café Moskau.

### Grundstücke
Die Neue Blumenstraße wird in der Straßenliste unter 42061 geführt und ist ihrer Funktion nach eine Zuführungsstraße der Kategorie V. Die Nummerierung für diese Straße wurde an eine fortlaufende Zählung angelehnt, dem Zeitgeist entsprechend stehen die Häuserblöcke um die Straße, eine Straßenfront entfiel dadurch. Zur Straße adressiert gehören zum Bezirk Mitte die bebauten Grundstücke ab der Singerstraße nach Norden: östlich vom Straßenlauf die Wohnblöcke 1–4, 6–10 und 14–18, sowie der Bau 4a (Umspannstation 3, Vattenfall), 22 (erbaut als Kindergarten, Nutzung nun durch Kinderhaus Mitte e. V.) sowie 5 (erbaut als Kinderkrippe, nun als buddhistisches Mediationszentrum mit Café Lotos genutzt). An der westlichen Straßenseite steht der Wohnblock 11–13. Zum parallel der Karl-Marx-Allee liegende Abschnitt befinden sich südlich der querstehende Block 19–21, sowie der Büroflachbau (23/)24. Die Bezirksgrenze Mitte/Friedrichshain-Kreuzberg wurde um die südlichen Häuser am Strausberger Platz 12–14 und 15–19 gelegt (angelehnt an den vormaligen Straßenzug der Markusstraße). Dadurch befinden sich 240 m Straßenlauf im Ortsteil Friedrichshain nach Osten ohne adressierte Gebäude bis an und über die Lichtenberger zur Krautstraße fortsetzend. Die nördlichen Wohnblöcke am Straßenlauf sind jeweils zum Strausberger Platz und zur Karl-Marx-Allee adressiert, so gibt es im Ortsteil Friedrichshain keine Adressen der Neuen Blumenstraße. Die (nummerierten) Gebäude der Neuen Blumenstraße bilden den statistischen Block 105018 und gehören zur Postleitzahl 10179.

### Baualter
Die Wohngebäude an der Nordseite der Neuen Blumenstraße sind (wie an der Blumenstraße) zur Karl-Marx-Allee (Bauten 1962/1974: 38–44, 48–52: Mitte) und dem Strausberger Platz (1950er Jahre: 19–12, Friedrichshain) adressiert. Die Wohnblöcke der Neuen Blumenstraße unterscheiden sich im Alter: die (quer in West-Ost-Richtung stehenden) Blöcke 6–10, 14–18 sowie Kindergarten (22) und Kinderkrippe wurden in den 1950er Jahren mit der Stalinallee errichtet. Ebenso wie die drei südlichen an der Westseite (zur Schillingstraße) stehenden, die aber als Singerstraße 121–118, Schillingstraße 3–6, 8–11 adressiert wurden. Dagegen wurden die QP-Wohnblöcke 1–4, 11–13 sowie weiter östlich der Dreierblock 19–21 Ende der 1960er Jahre (im 1970) erbaut. Aus diesen Jahren stammt der Verwaltungsflachbau Nummer 24 ebenfalls. Die Bauart wechselte mit dem Jahrzehnt von Ziegelbauten und Großblöcke zum Plattenbau.

Adressen in Mitte
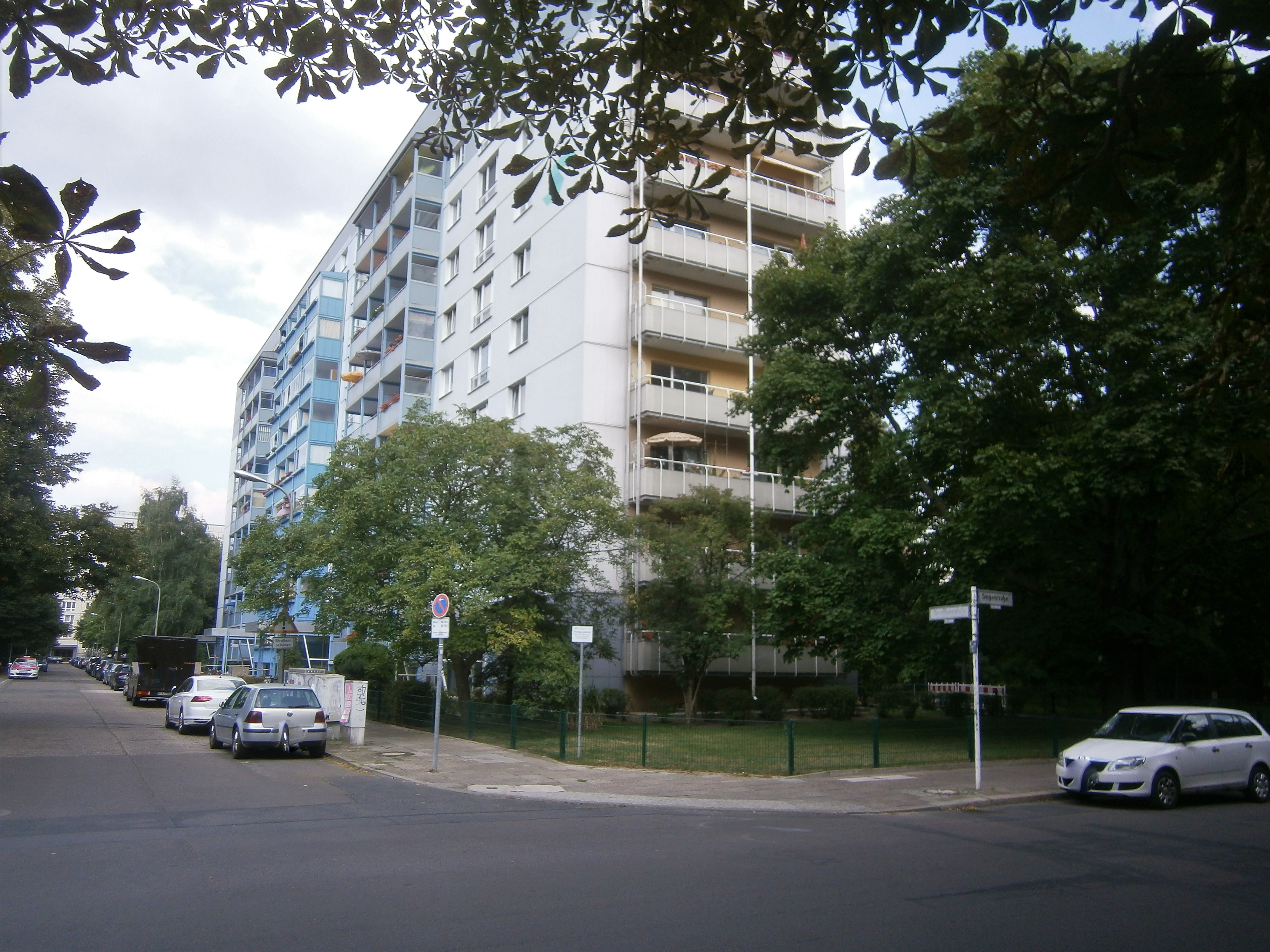
1–4 von der Singerstraße
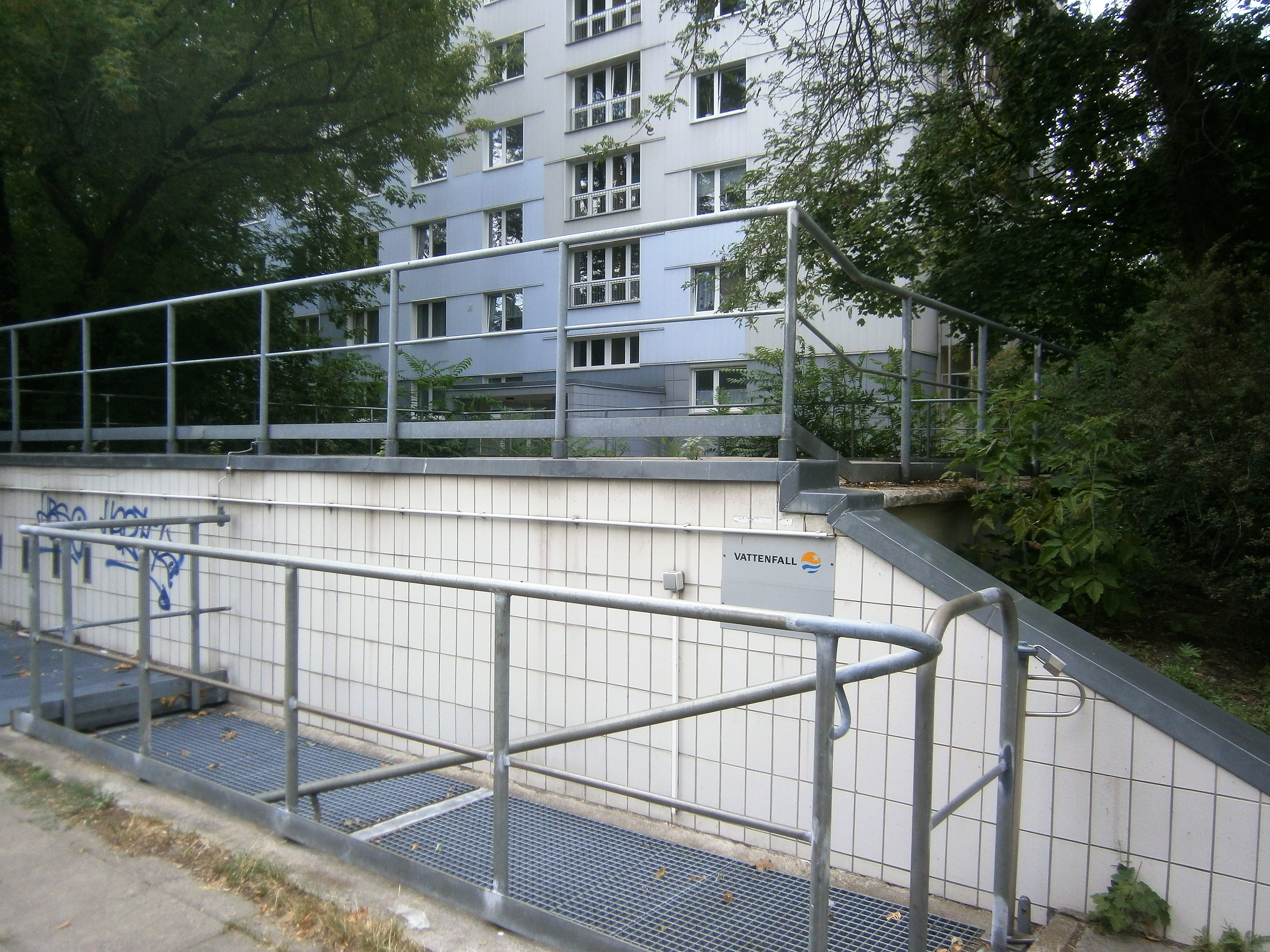
Umspannstation 3 (als 4a adressiert)
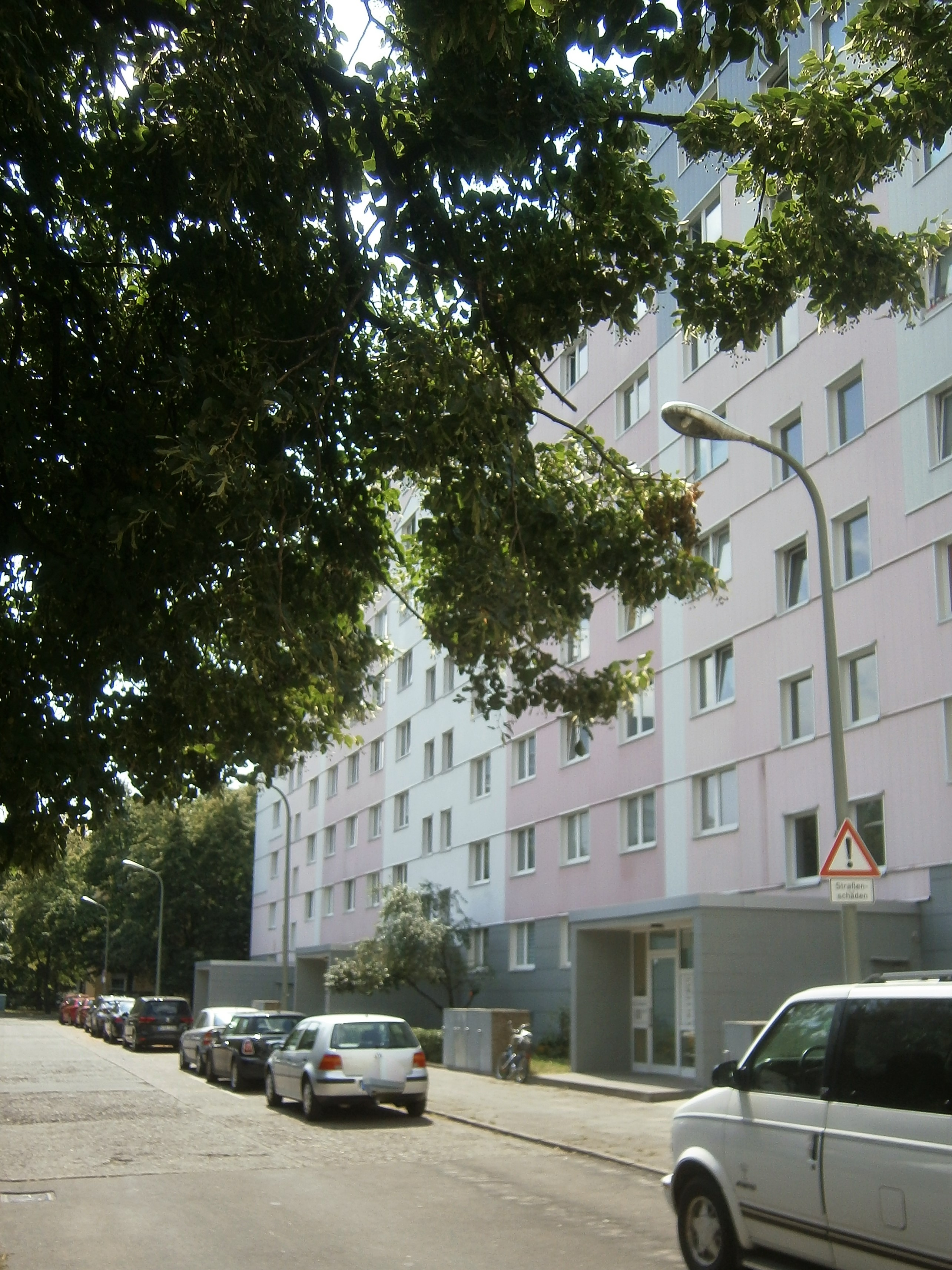
Wohnblock 11–13
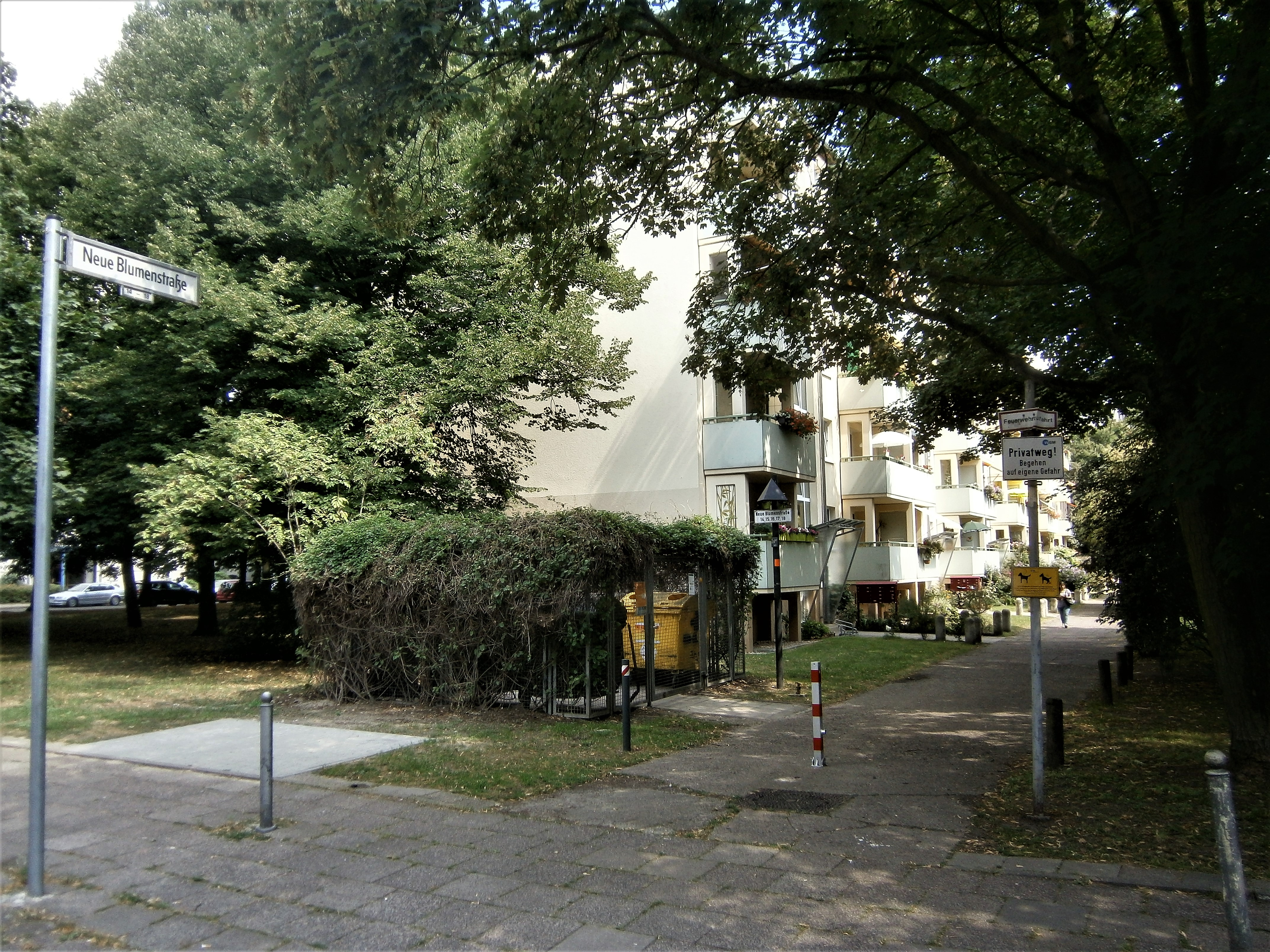
Wohnblock 14–18
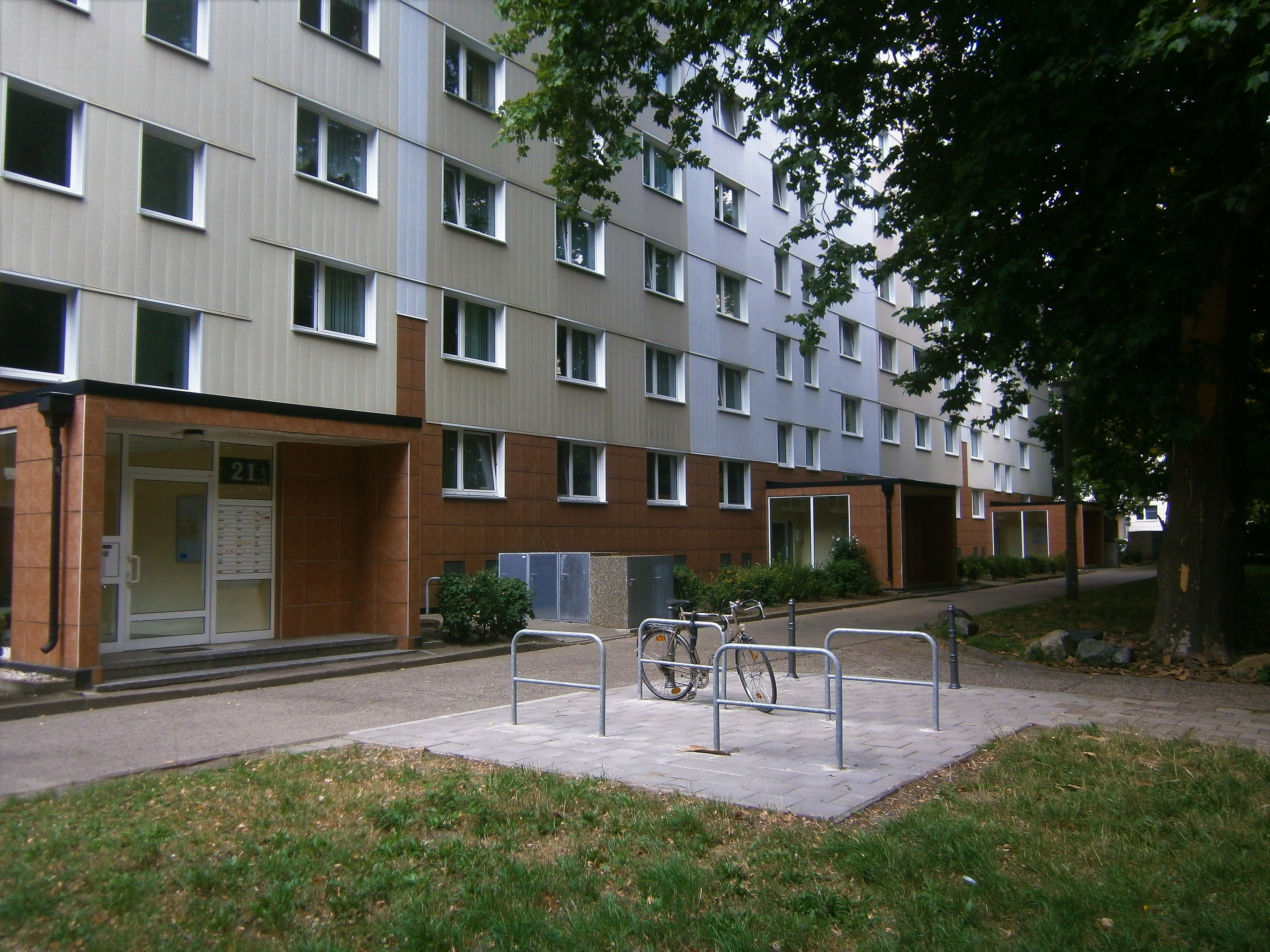
Wohnblock 19–21
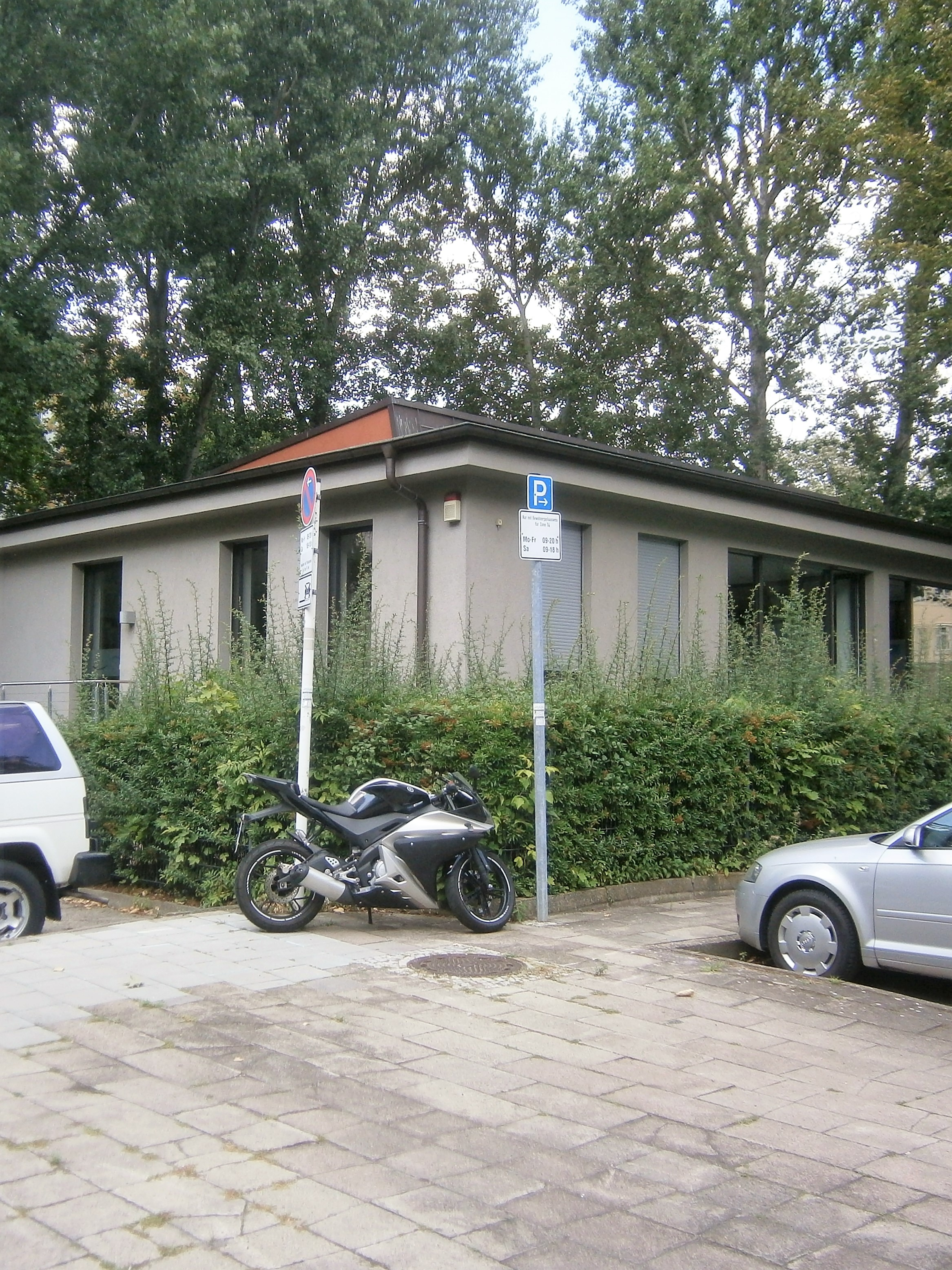
Büroflachbau 24 (ehemals Wäscherei)

Straßenland in Friedrichshain
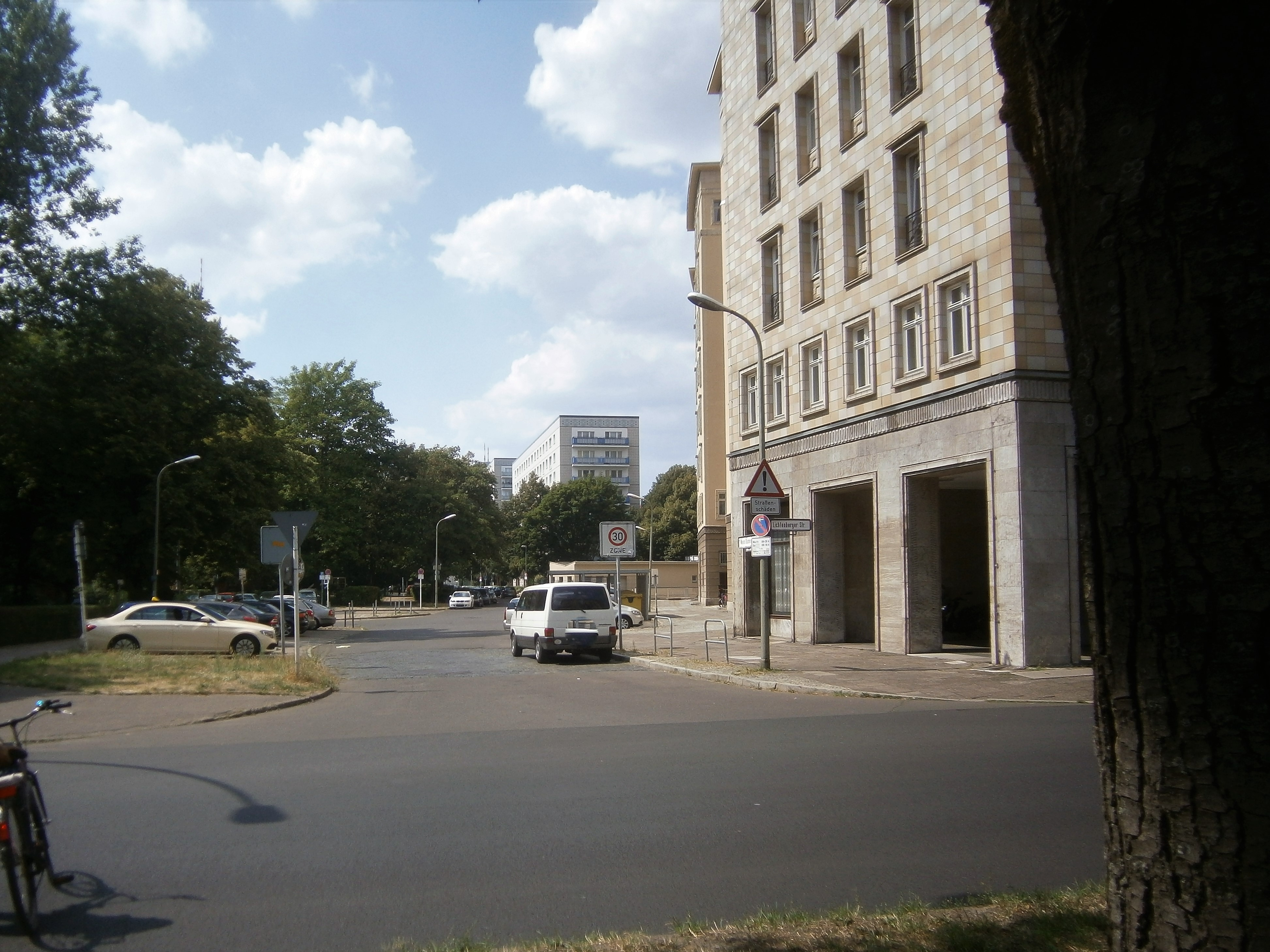
Westlich Lichtenberger Straße
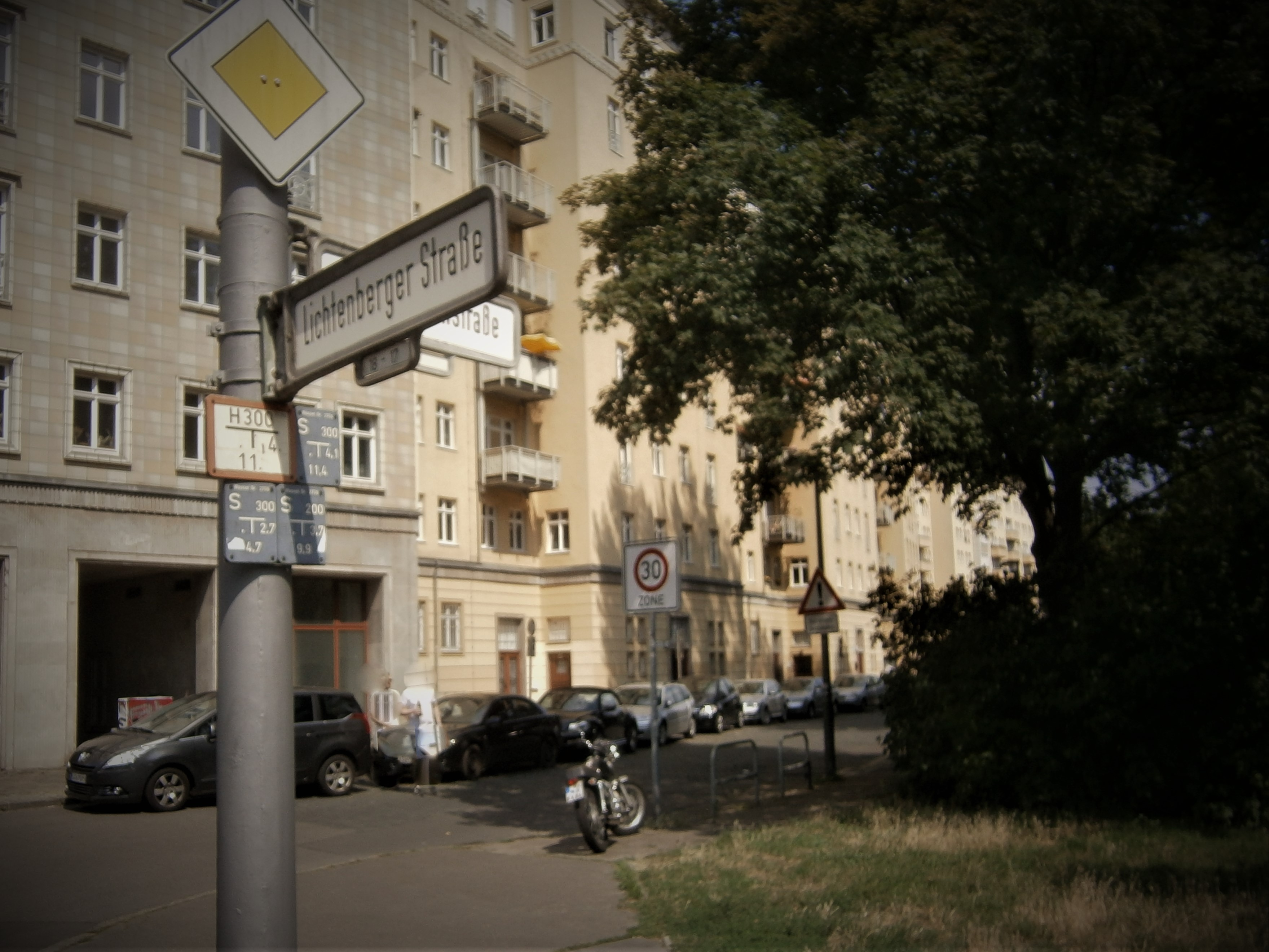
Östlich Lichtenberger Straße
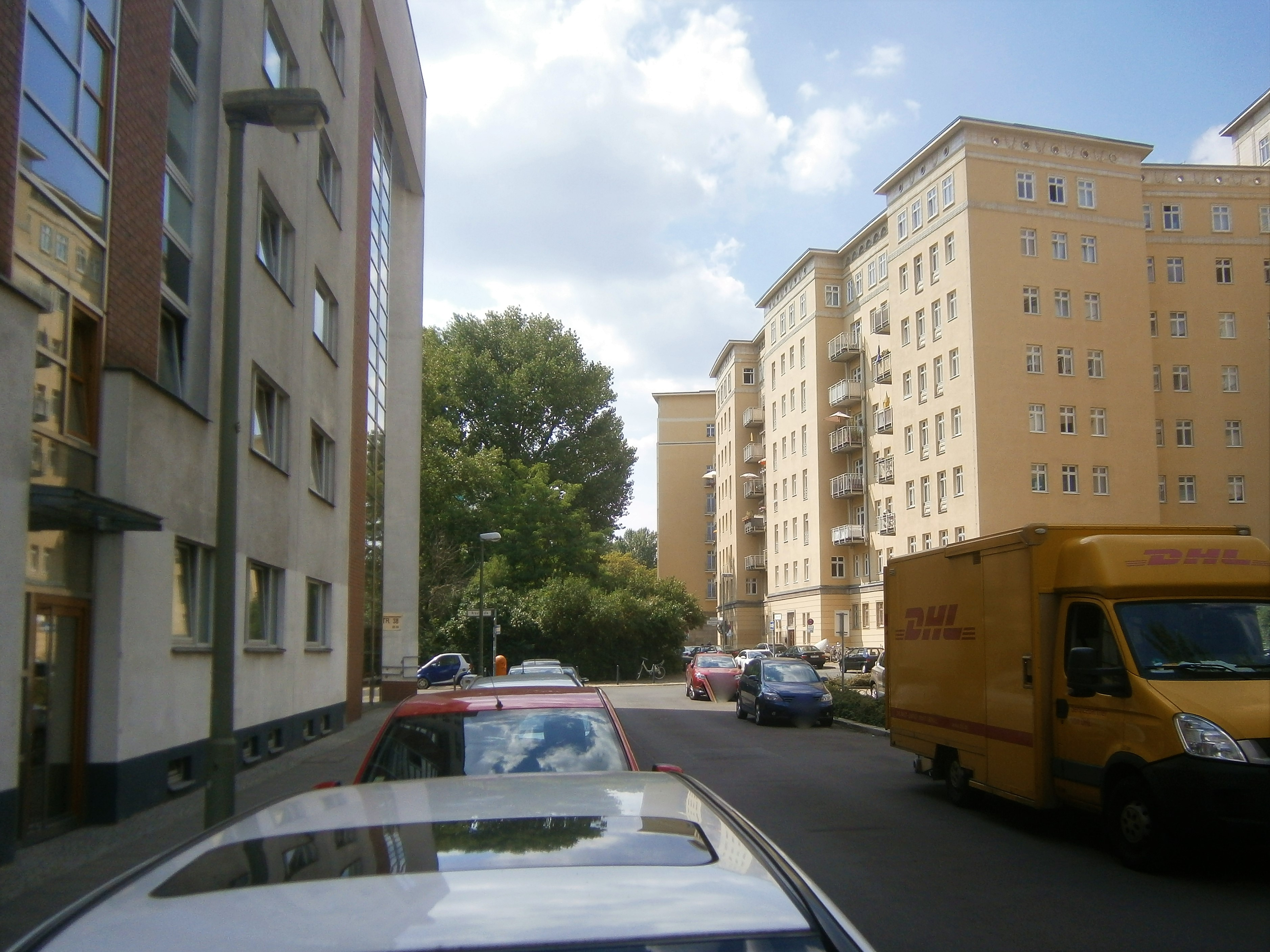
Aus der Blumenstraße